# Lesotho Paramilitary Forces
O Lesotho Paramilitary Forces é um clube de futebol com sede em Maseru, Lesoto. A equipe compete na Lesotho Premier League.

## História
O clube conquistou dois títulos nacionais nos anos 80.

## Títulos
Lesotho Premier League (2): 1983 1984